# Les Âmes fortes
Pour le film, voir Les Âmes fortes (film).
Ne doit pas être confondu avec Les Âmes mortes.
Les Âmes fortes est un roman de Jean Giono, paru en 1950. Il s'inscrit dans la lignée des romans d'après-guerre, comme Un roi sans divertissement, dans lesquels se cristallise une réflexion sur l'homme face à l'ennui, à la mort et au mal. En effet, Giono définit l’homme comme « un animal avec une capacité d’ennui ». Le roman fait tour à tour entendre les voix de femmes âgées lors d'une veillée funèbre dans un village du Trièves, et c'est tout au long de cette nuit de veille que Thérèse va raconter l'histoire de sa jeunesse, qui sera à plusieurs reprises contredite par une des participantes. Le passé remémoré est celui de Thérèse et de son mari Firmin, et de leurs relations avec le couple Numance, à Châtillon-en-Diois dans les années 1880.
Le roman a été adapté au cinéma en 2001 par Raoul Ruiz.

## La structure du récit
- Les préliminaires (p. 7 – p. 53)

Le temps de l’énonciation se situe au cours de l’hiver 1949. Les femmes parlent tour à tour à la 1re personne, racontant des histoires du village. Le lecteur découvre ainsi plusieurs récits secondaires enchâssés qui n’ont pas de liens apparents avec l’intrigue principale.
- 1er récit de Thérèse (p. 53 – p. 69)

Thérèse prend la parole, son propos n’est coupé que par quelques commentaires ou demandes d’informations. Le récit subit un retour en arrière en 1882, soit presque soixante-dix ans plus tôt.
- Le récit contradictoire d’une commère (p. 70 – p. 75)

Une participante à la veillée (la nièce de la Tante Junie) conteste les conditions d’arrivée de Thérèse et de Firmin à Châtillon.
- Reprise du 1er récit de Thérèse (p. 75 – p. 80)

Thérèse décrit comment elle a vécu le service à l’auberge de Châtillon.
- Interruption par une commère (p. 80 – p. 82)

Une commère cherche à savoir quand sont intervenues les dames de Sion.
- Reprise du 1er récit de Thérèse (p. 82 – p. 120)

Thérèse continue l’évocation de son service à l’auberge de Châtillon. Puis elle raconte la visite de l’huissier chez les Numance et les signes consécutifs de la baisse d’estime des Châtillonnais pour le couple.
- Prise de parole contestataire par le contre (p. 120 – p. 272)

Cette interruption débute par une prolepse sur le séjour de Firmin et de Thérèse à Clostre, puis sur leurs liens avec Rampal dit Cartouche. La commère apostrophe Thérèse sur un ton menaçant ou soupçonneux. Elle se livre à un portrait acide et croustillant de Firmin. L’intervention se poursuit par une analepse à Châtillon, puis à Carpentras pour rapporter l’histoire des Numance. Dans l’histoire de la relation entre le couple des Numance et celui de Thérèse, la narratrice passe peu à peu de la focalisation interne à la focalisation omnisciente en rapportant des propos ou des scènes auxquels elle n’a pu manifestement assister. De plus ses propos sont assortis de remarques et de commentaires qui dépassent sa culture, sa logique, sa psychologie ou sa perspicacité. La narratrice intradiégétique s’est muée en porte-parole de l’auteur.
- 2ème récit de Thérèse (p. 272 – p. 332)

La commère interpelle Thérèse et l’invite à reprendre le fil de l’histoire à l’auberge. Thérèse rapporte la conquête de Mme Numance.
- 2ème prise de parole contestataire par la commère (p. 332 – p. 366)

La narratrice disparaît au profit d’une 3e personne extradiégétique omnisciente.
- Fin du 2e récit de Thérèse (p. 366 – p. 370)

Thérèse redevient narratrice et maîtresse du jeu jusqu’à la fin. C’est elle qui a le dernier mot.
- Épilogue (p. 370)

Retour à l’hiver 1949.

### Chronologie romanesque déductive
- 1813 : naissance de Bernard Numance (p. 166)
- Vers 1817 : naissance de Sylvie Numance (2e version)
- 1843 : mariage de Bernard et de Sylvie (p. 176)
- 1851 : Bernard Numance prend une part active contre le coup d’État napoléonien.
- 1852 ou 1854 : naissance de Sylvie Numance dans la 1re version
- 1857 : naissance de Firmin
- 1860 : naissance de Thérèse
- 1870 : Bernard et Sylvie Numance participent à la résistance contre l’envahisseur prussien.
- 1871 : Sylvie et Bernard noient un uhlan dans le Rhône.
- Mai 1882 : Thérèse se fait enlever par Firmin
- Hiver 1882-1883 : un huissier vient réclamer 20 000 francs aux Numance. Incident entre Mmes Carluque et Numance.
- Printemps 1883 : Fête chez les Carluque qui veulent marquer leur ascendant sur les Numance.
- Hiver 1883-1884 : Châtillon tente de savoir qui serait l’amant supposé pour lequel Mme Numance se serait endettée. La commère atteste que Thérèse a eu son premier enfant.
- 1882 : mariage de Thérèse et de Firmin
- Hiver 1882-1883 : Thérèse et Firmin s’installent chez les Numance.
- Mars 1883 : Thérèse (2e version) se fait renvoyer de l’auberge et accepte la cabane à lapins.
- 1883 : Firmin roue Thérèse de coups.
- Hiver 1883-1884 : Firmin spécule sur les coupes de bois, il demande à Thérèse de dépenser ostensiblement.
- Hiver 1884-1885 : Firmin et Réveillard tendent un traquenard aux Numance.
- Printemps 1885 : Firmin espionne sans arrêt Mme Numance.
- Été 1885 : Réveillard vient exiger son dû. Mort de M. Numance et disparition définitive de son épouse.
- Été 1886 ? : Thérèse et Firmin quittent Châtillon pour s’installer à Clostre.
- Juillet 1888 : naissance du deuxième enfant de Thérèse.
- Octobre ou novembre 1889 : naissance du troisième enfant de Thérèse.
- 1902 : Firmin et Thérèse s’installent comme gérants de la cantine du village nègre.
- 1904 : mort de Firmin
- 1949 : temps de l’énonciation

On s’aperçoit qu’entre les deux récits, celui de Thérèse et de la commère, il existe d’importantes divergences de dates.

### Analyse du titre
La seule référence directe dans l'ouvrage à son titre est une description que Giono fait de Thérèse vers la fin de l'ouvrage : « Thérèse était une âme forte. Elle ne tirait pas sa force de la vertu : la raison ne lui servait de rien; elle ne savait même pas ce que c'était; clairvoyante elle l'était pour le rêve, pas pour la réalité. Ce qui faisait la force de son âme c'est qu'elle avait, une fois pour toutes, trouvé une marche à suivre »
Selon Claudine Chonez, il est très probable que le titre du roman soit directement inspiré des Âmes mortes de Nicolas Gogol.

## Adaptation
- 2001 : Les Âmes fortes, film franco-chilien réalisé par Raoul Ruiz, avec Laetitia Casta (Thérèse), Frédéric Diefenthal (Firmin), Arielle Dombasle (Madame Numance), John Malkovich (Monsieur Numance), Charles Berling (Reveillard), Johan Leysen (Rampal), Édith Scob (première femme à la veillée) et Christian Vadim (le pasteur).